# (536748) 2015 FR15
(536748) 2015 FR15 es un asteroide perteneciente al cinturón de asteroides, región del sistema solar que se encuentra entre las órbitas de Marte y Júpiter.
Fue descubierto el 31 de enero de 2015 por el equipo del telescopio Pan-STARRS desde el observatorio de Haleakala.

## Designación y nombre
Designado provisionalmente como 2015 FR15.

## Características orbitales
2015 FR15 está situado a una distancia media del Sol de 2,444 ua, pudiendo alejarse hasta 2,974 ua y acercarse hasta 1,914 ua. Su excentricidad es 0,217 y la inclinación orbital 16,604 grados. Emplea 1395,84 días en completar una órbita alrededor del Sol.

## Características físicas
La magnitud absoluta de 2015 FR15 es 17,67.